# Leoš Janáček
Leoš Janáček (født 3. juli 1854, død 12. august 1928) var en tjekkisk komponist og en af sit lands mest fremtrædende komponister. Han har komponeret såvel operaer som kammermusik og orkestermusik. Med inspiration i mährisk og anden slavisk folkemusik skabte han en original, moderne musikstil.
Før 1895 arbejdede han hovedsagelig med indsamling af folklore, og hans tidlige kompositioner var påvirket af samtidige komponister som landsmanden Antonín Dvořák. Hans sene, mere modne værker indarbejder hans tidligere studier af national folkemusik i en moderne, særdeles original syntese, som første gang kom til udtryk i operaen Jenůfa, som blev uropført i Brno i 1904. Succesen med denne opera (ofte omtalt som "Mährens nationalopera") i Prag i 1916 gav Janáček adgang til alle de store operascener i verden. Hans sene værker er de mest afholdte; blandt disse er operaerne Katja Kabanova og Den fiffige lille ræv, sinfoniettaen, Glagolitisk messe, rapsodien Taras Bulba, to strygekvartetter samt andre kammermusikværker. Han betragtes sammen med Antonín Dvořák og Bedřich Smetana som en af de mest centrale tjekkiske komponister.

## Biografi
Leoš Janáček blev født i Mähren som søn af en skolelærer. Han sang som dreng i kor i Brno og kom som ung mand til Prag for at studere musik. Samtidig underviste han og dirigerede forskellige amatørkor. Han studerede også i Leipzig og Wien. I 1881 vendte han tilbage til Brno, hvor han grundlagde en orgelskole, der senere blev til et konservatorium. Han var skolens direktør i perioden 1903-20.
I Prag blev Janáček ven med Antonín Dvořák og inspireret af ham komponerede han i en ret traditionel romantisk stil. Men i Brno skiftede hans musikalske stil, og han begyndte at inddrage elementer af tjekkisk og slovakisk folkemusik i sine værker. Elementer som rytmen og sprogets tone, som blandt andet findes i de meget specielle melodistemmer i hans opera Jenůfa fra 1904. Operaen blev med nogen forsinkelse stor succes i hjemlandet, da han var fyldt tres. Anerkendelsen skaffede ham en professorstilling ved konservatoriet i Prag.
Det er musikken, han skrev fra midten af 1910'erne, der er mest berømt, men stilen i disse sene værker anes mange år tidligere. Janáček tilhører den bølge af veristiske komponister fra det 20. århundrede, der søgte at opnå en højere grad af realisme og forbindelse til hverdagslivet.

## Arven efter Janáček
Efter hans død skattes han stadig højt, og der er siden 1994 afholdt en årlig musikkonkurrence i hans navn for unge musikere i Brno.

## Værker
Blandt Janáčeks værker kan nævnes:

### Operaer
- Šárka (1887)
- Rákoš Rákoczy (1891)
- Begyndelsen til en roman (Počátek romanů, 1892)
- Jenůfa (1894-1903)
- Skæbnen (Osud, 1903-06)
- Herr Brouceks udflugter (Výlety páně Broučkovy, 1908-17)
- Kát'a Kabanová (1920-21)
- Den fiffige lille ræv (Příhody lišky Bystroušky, 1922-23)
- Sagen Makropulos (Věc Makropulos, 1923-25)
- Fra dødens hus (Z mrtvého domu, 1927-28; efter Dostojevskijs roman)

### Vokalværker
- Dagbog for en forsvundet (Zápisník zmizelého), sangcyklus for tenor, alt, tre kvindestemmer og klaver (1917-19)
- Glagolitisk messe for soli, blandet kor, orgel og orkester (1926-27)

### Orkestermusik
- Taras Bulba, rapsodi for orkester (1915-18)
- Sinfonietta for orkester (1926)
- Danube Symfoni for orkester (1923/1928)

### Kammermusik
- Eventyr om zar Berendej for cello og klaver (1912)
- Violinsonate (1914)
- Strygekvartet nr. 1, Kreutzersonaten (1923)
- Ungdom (Mládí), suite for blæsersekstet (1924)
- Concertino for klaver, to violiner, bratsch, klarinet, horn og fagot (1925)
- Strygekvartet nr. 2, Intime breve (Listy důvěrné, 1928)

### Klaverstykker
- På en tilgroet sti (Po zarostlém chodníčku), ti små stykker (1900-11)
- Sonate I.X.1905, klaversonate (1905-06)
- I tågen (V mlhách), fire stykker (1912)
- Arrangementer af folkemusik